# Ludvig Faddeev
Ludvig Faddeïev (en russe : Людвиг Дмитриевич Фаддеев, Lioudvig Dmitrievitch Faddeïev, né le 23 mars 1934 à Léningrad (Union soviétique) et mort le 26 février 2017 à Saint-Pétersbourg, est un physicien et mathématicien soviétique puis russe.
Il a découvert les équations de Faddeev liées au problème à trois corps en mécanique quantique. Il a également développé, avec Victor Popov, des méthodes d'intégrales de chemin permettant de quantifier des théories de jauge non-abéliennes, notamment par l'introduction de fantômes, les fantômes de Faddeev-Popov (en).
Il dirige l'école de Leningrad, où il a développé, avec plusieurs de ses étudiants, une méthode de diffusion quantique inverse (en) permettant d'étudier les systèmes intégrables quantiques dans un espace-temps de dimension deux (une d'espace et une de temps). Ceci a notamment mené à l'invention des groupes quantiques par Drinfeld et Jimbo.

## Biographie
Ludvig Faddeev naît à Leningrad dans une famille de mathématiciens. Son père, Dimitri Faddeev, est professeur à l'université d'État de Saint-Pétersbourg et membre de l'Académie des sciences de Russie. Sa mère, Vera Faddeeva, est reconnue pour ses travaux en algèbre.
Faddeev fréquente l'université d'État de Saint-Pétersbourg et obtient un diplôme de premier cycle en 1956. Il choisit par la suite d'étudier la physique afin de « se détacher de [son] père »,. Néanmoins, il reçoit une solide formation en mathématiques, notamment « en raison de l'influence de V. A. Fock et de V I. Smirnov »,. Il obtient un doctorat en 1959 sous la direction d'Olga Ladyjenskaïa.
De 1976 à 2000, Faddeev dirige le Département de Saint-Pétersbourg de l'Insitut Steklov de mathématiques de l'Académie des sciences russe (en) (PDMI RAS). En 1988, il fonde l'Institut international de mathématiques Euler (ru),.

## Œuvres
- (en) L. D. Faddeev, 40 years in mathematical physics, Volume 2, World Scientific, coll. « World Scientific series in 20th century mathematics », 1995, 471 p. (ISBN 978-981-02-2199-7, lire en ligne)